# محمد العماری (بازیکن فوتبال، زاده ۱۹۶۵)
محمد العماری (انگلیسی: Mohammed Al Ammari؛ زادهٔ ۱۰ دسامبر ۱۹۶۵) بازیکن و مربی فوتبال اهل قطر است.

## باشگاهی
از باشگاه‌هایی که در آن بازی کرده‌است می‌توان به السد اشاره کرد.

## تیم ملی
وی همچنین در تیم ملی فوتبال قطر بازی کرده است.